# Яндиева, Тамара Хаважовна
Тама́ра Хава́жовна Янди́ева (ингуш. Янданаькъан Хаважа Тамара; род. 23 июля 1955 года, Караганда, Казахская ССР, СССР) — советская и российская актриса, эстрадная певица. Заслуженная артистка Чечено-Ингушской АССР (1984 год), Заслуженная артистка Северо-Осетинской АССР (1985 год), Заслуженная артистка Абхазской АССР (1985 год), Народная артистка Ингушетии (2002 год), Народная артистка Российской Федерации (2023).

## Биография
Родилась 23 июля 1955 года в городе Караганде Казахской ССР в ингушской семье, находившейся в депортации. Начинала свою работу в кино на Североосетинской студии. Окончила Ленинградский государственный институт театра, музыки и кинематографии, актёрский класс Народного артиста СССР Василия Меркурьева и советской актрисы, режиссёра, Заслуженной актрисы Чечено-Ингушской АССР (1978) Ирины Мейерхольд. После окончания обучения, Тамара уехала в Грозный, где работала в Чечено-Ингушском государственном драматическом театре. События в начале 1990-х годов в Чечне вынудили Тамару Яндиеву переехать с семьёй в Москву. В 1994 году стала сотрудником Культурного центра «Лоам» при Постоянном представительстве Республики Ингушетия при Президенте РФ. В 1998 году окончила Институт повышения квалификации работников телевидения и радиовещания (Высшие режиссёрские курсы). Работает в культурном центре при представительстве Ингушетии в Москве.

### Музыкальная карьера
Впервые запомнился её вокал в исполнении фольклорной ингушской песни «Хьо сайран хита еча» (Когда ты придёшь к ручью) с Русланом Наурбиевым в состоящей тогда группе «Лоам» (Гора). Эта песня мгновенно разлетелась по всему Кавказу, и исполнялась на чеченском, кабардинском и русском языках.
Тамара Яндиева получила звание Заслуженная артистка Российской Федерации в 2010 году, незадолго до юбилейного концерта «30 лет творчеству», который состоялся в Москве, в Московском международном доме музыки 9 декабря 2010 года.
Участвовала в двух Международных кинофестивалях. Работала педагогом актёрского мастерства в Чечено-Ингушском государственном университете им. Л. Н. Толстого. Член Союза кинематографистов СССР (России) с 1985 года. Член Союза театральных деятелей Российской Федерации. В 1985 году на Всесоюзном фестивале Чеховской драматургии награждена дипломом 1-й степени за исполнение роли Натальи Степановны в водевиле «Предложение» из спектакля «Юбилей».

### Работа в кино
Тамара Яндиева снялась в 18 фильмах, из них в 16 сыграла главную роль.

## Дискография

### Альбомы
- Сахьат (Часы), 2004
- Малха Илли (Песня солнцу: Старые Ингушские Песни 1), 2007
- Лир доага малх (Сияющее солнце: Старые Ингушские Песни 2), 2011

## Фильмография
1. 1977—1984 — Огненные дороги — Рабия
2. 1978 — Горская новелла — Зара
3. 1979 — Бабек — Парвин
4. 1980 — Я ещё вернусь — Шахназ
5. 1981 — Год дракона — Маимхан
6. 1982 — Если любишь… — Лола
7. 1982 — Колокол священной кузни — Камачич
8. 1983 — О странностях любви — Мадина
9. 1984 — И ещё одна ночь Шахерезады — Анора, дочь купца Карабая
10. 1985 — Долгое эхо в горах — Карима
11. 1986 — Здравствуйте, Гульнора Рахимовна! — Гульнора Рахимовна
12. 1986 — Новые сказки Шахерезады — принцесса Эсмигюль
13. 1987 — Последняя ночь Шахерезады — принцесса Эсмигюль
14. 1989 — Чёрный принц Аджуба — Шахназ
15. 1989 — Пиры Валтасара, или Ночь со Сталиным — Сария Лакоба
16. 1989 — Возвращение Ходжи Насреддина — Ханифа-Тюльпан
17. 1990 — Возвращение багдадского вора

## Награды
- Заслуженная артистка Чечено-Ингушской АССР (1984 год)
- Заслуженная артистка Северо-Осетинской АССР (1985 год)
- Заслуженная артистка Абхазской АССР (1985 год)
- Заслуженная артистка Российской Федерации (2010 год)
- Народная артистка Ингушетии (2002 год)
- Народная артистка Российской Федерации (2023)[2]